# Unterehrendingen
Unterehrendingen is een plaats en voormalige gemeente in het Zwitserse kanton Aargau, en maakt sinds 1 januari 2006 deel uit van de gemeente Ehrendingen in het district Baden. De gemeente heeft bestaan van 1825.

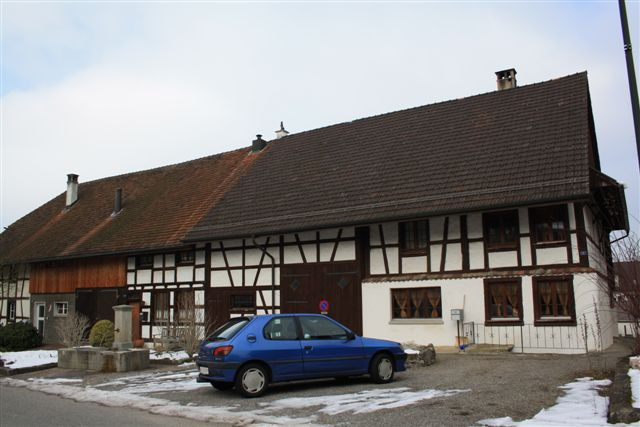
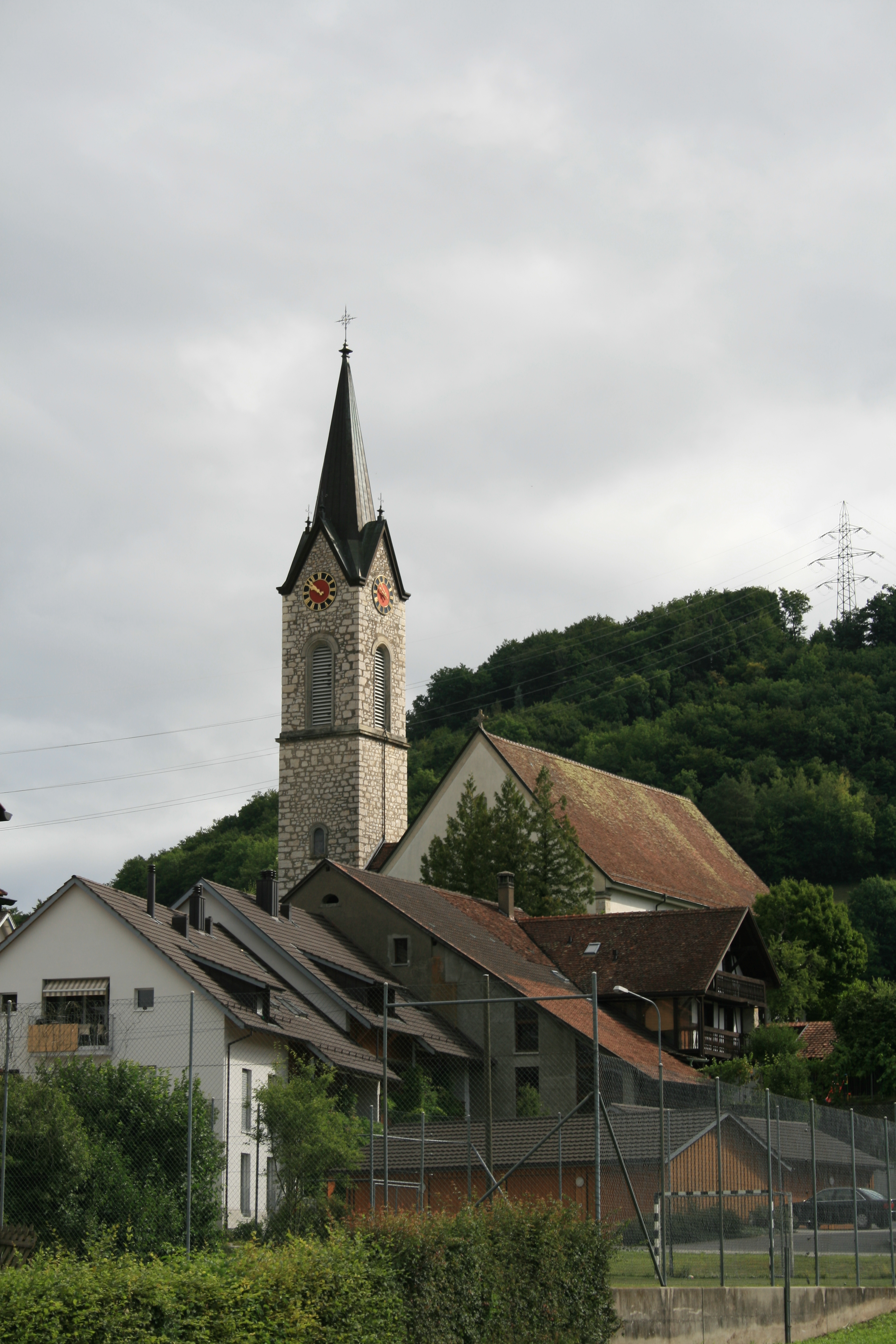

- Gemeinsame Normdatei: 4342430-2
- Historisch woordenboek van Zwitserland: 001654
- Virtual International Authority File: 240514391
- WorldCat: E39PBJw4CfBpgkDPmK7x9wWRrq